# Ruta S-20
La Ruta S-20 es una carretera chilena asfaltada de la Provincia de Cautín, en la Región de La Araucanía que une a la ciudad de Temuco con Cholchol en el sur de Chile. La ruta se inicia en la Avenida Pedro de Valdivia, en Temuco y termina en la intersección de Avenida Balmaceda y calle Prat en Cholchol. 
La carretera tiene alto tráfico y une a las comunas de Galvarino y Cholchol con Temuco.

## Hitos
Enlaces
- kilómetro 0 Avenida Pedro de Valdivia, Temuco.
- kilómetro 4 Villa Rayen Mapu.
- kilómetro 6 Boyeco.
- kilómetro 11 La Foresta.
- kilómetro 12 Límite comunal Temuco - Cholchol.
- kilómetro 18 El Mirador
- kilómetro 20 Puente Renaco.
- kilómetro 21 Avenida Balmaceda, enlace a Galvarino - Nueva Imperial.

Otros hitos
- kilómetro 1 Cementerio Parque Jardín Las Flores.
- kilómetro 20 Cárcel de Menores de Cholchol (CERECO).

- Datos: Q21836976